# 芒稃野大麦
芒稃野大麦（学名：Hordeum spontaneum var. proskowetzii）为禾本科大麦属下的一个变种。

## 扩展阅读
- 維基物種上的相關：芒稃野大麦